# 28609 Tsirvoulis
28609 Tsirvoulis este o planetă minoră (asteroid), cu un diametru de 6,371 km, din centura de asteroizi. A fost descoperită pe 12 martie 2000 la Stația Anderson Mesa de Lowell Observatory Near-Earth-Object Search și a fost numită după Georgios Tsirvoulis⁠(d). 
Obiectul prezintă o orbită caracterizată de o semiaxă mare de 2,6299551 UAi, o excentricitate de 0,22, o înclinație de 10,9439 ° în raport cu ecliptica.